# Занино-Починки
Занино-Починки — село в Шиловском районе Рязанской области, административный центр Занино-Починковского сельского поселения.

## Географическое положение
Село Занино-Починки расположено  на реке Увязь в 40 км к северо-востоку от пгт Шилово. Расстояние от села до районного центра Шилово по автодороге — 49 км.
Село с трёх сторон окружено значительными лесными массивами с урочищами Горелый Лес, Дегтярня, Сироткина Роща, Моховое Болото и т. д. Ближайшие населённые пункты — сёла Увяз и Большие Пекселы, деревни Салаур и Малые Пекселы.

## Население
| 1859 | 1897  | 1906  | 2010 |
| ---- | ----- | ----- | ---- |
| 1071 | ↗1349 | ↗1439 | ↘543 |

По данным переписи населения 2010 г. в селе Занино-Починки постоянно проживают 543 чел. (в 1992 г. — 587 чел.).

## Происхождение названия
Название села состоит из двух частей, первая из которых имеет антропонимическое происхождение — от имени Заня (уменьшительно-ласкательная форма имени Захарий), а вторая, починки, означает «новую пашню на месте сведённого леса, новое поселение, выселки» (В. Даль, «Толковый словарь»). Вплоть до начала XX в. название села звучало как Занины Починки, а современное название появилось в связи с утратой смысловой связи между компонентами составного топонима.

## История
Впервые село Занины Починки упоминается в жалованной грамоте царя Михаила Фёдоровича протопопу Московского Благовещенского собора Максиму «з братьею» за 1614 г., как о том свидетельствуют Касимовские писцовые книги П. Воейкова 1628—1629 гг., где содержится такое его описание: 
«Да за протопопом же (Московскаго Благовещенскаго собора) за Максимом з братьею в вотчине же село Занин Починок, Мальцов тож, на речке на Увесье, а в селе храм во имя Живоначальные Троицы, древена, а в церкве образы и колокола мирское строенье, а книги попа Варфоломея, да на церковной земле: двор поп Лукьян, двор дьячек Гришка, двор пономарский, двор просвирницын, двор нищих — питаютца от церкви Божии. Пашни паханые церковные земли 20 чети в поле, а вдву потомуж, да крестьянских 16 дворов, людей в них 17 человек, 24 двора бобыльских, людей в них 25 человек, да крестьянских же пустых 15 дворов, а тех дворов крестьяне в розных летех разошлись врознь безвестно. Пашни паханые добрые земли 220 чети, да перелогом 190 чети, да лесом поросло 125 чети. И всего пашни паханые и перелогом и лесом поросло добрые земли 535 чети с осминою, а сошного писма пол-сохи и пол-четь сохи и пол-пол-пол-треть сохи и 2 чети с полу-третником пашни. Да выгонные земли и на селидбу 60 десятин, сена по Оке реке 754 копны. А платить ему с живущего с 3 чети с четвериком пашни, а написана за ним вотчина по государеве жалованной грамоте 122 (1614) году». 
Значительное число бобыльских (бедняцких) и пустых дворов в приведённом отрывке является, по-видимому, одним из последствий смутного времени и иностранной интервенции в России в начале XVII в.

По окладным книгам 1676 г. в селе Занины Починки при Троицкой церкви значатся: 
«двор попа Феодота, двор попа Симеона, 2 двора дьячковых, двор пономарский, двор просвирницын, крестьянских 206 дворов, бобыльских 22 двора. Деревня Лубонос, а в ней крестьянских 30 дворов, бобыльских 3 двора. Да по скаске поповой церковной земли ис крестьянских дач четверть в поле, а в дву потомуж, сенных покосов на 12 копен».
В 1695 г. Занины Починки находились в вотчине царского духовника протопопа Феофана Феофилактовича.
В 1783 г. старинная деревянная Троицкая церковь в селе Занины Починки сгорела по неизвестной причине. В 1784 г. на её месте был построен новый деревянный храм в прежнее храмонаименование.
Большие изменения в селе Занины Починки произошли в пореформенную эпоху, в последней четверти XIX в. В 1861 г. в селе была открыта церковно-приходская школа, позднее перешедшая в ведение земства. В 1884—1886 гг. на месте прежнего Троицкого храма был построен новый деревянный с такою же колокольнею. Здание храма представляло собой пятиглавый четверик с трапезной и колокольней, завершавшейся луковичной главкой. В храме было три престола: главный — во имя Живоначальной Троицы, и придельные — в честь Рождества Христова и Покрова Пресвятой Богородицы. Страдавшие от малоземелья местные крестьяне начинают заниматься промыслами, в результате село в короткое время превратилось в центр производства хомутных клещей и деревянных частей сёдел для всей округи.
К 1891 г., по данным И. В. Добролюбова, в приходе Троицкой церкви села Занины Починки, состоявшем из одного села, числилось 200 дворов, в коих проживало 610 душ мужского и 685 душ женского пола, из них грамотных — 216 мужчин и 27 женщин.
По данным переписи 1897 г. в селе Занино Починки имелись волостное правление, земская приходская школа, земская больница, а также мельница на реке Увязь, пожарный сарай и хлебный магазин. Из промышленных и торговых заведений были винный склад, кирпичный завод, обжигавший 100—130 тыс. кирпичей в год, маслобойня, 3 кузницы, 2 крупорушки, шерстобитка, синильня, трактир, 2 винных, чайная и мелочные лавки. 2 лавки и базарную площадь община крестьян села сдавала за 300 рублей. Каждое воскресение в Заниных Починках бывали базары, прекращавшиеся только с Петрова дня до 8 сентября. Зимой они были особенно оживлены, торговые обороты доходили иногда до 500 руб., а вместе с винной торговлей до 1000 руб. Товары привозили из Касимова, а хлеб преимущественно из Шацкого уезда Тамбовской губернии. Кроме того 8 сентября бывала ярмарка, на которую привозили различных товаров на 10 тыс. руб., продавали на половину этой суммы.

Советская власть в селе Занино-Починки установилась не сразу. В Занино-Починковской волости антисоветские настроения были очень сильны. Губернская газета «Искра» 13 января 1918 г. писала: 
«Создать орган Совета крестьянских депутатов в Занинской волости было невозможно, так как мешали некоторые лица, которые занимали видные должности в волостных земствах, распространяя разные слухи, срывая собрания». 
Победе советской власти способствовало создание в Занино-Починках партийной ячейки РКП(б). Она была организована в августе 1918 г. при Занино-Починковском военном комиссариате и была одной из самых крупных на территории Касимовского уезда.
Тяжёлым испытанием для коммунистов Занино-Починковской волости стали дни в начале ноября 1918 г., когда ряд сёл на территории современного Шиловского района были охвачены белогвардейско-кулацкими мятежами. Во главе антисоветского выступления стоял бывший офицер царской армии Козловский. Кулаки расправлялись с советскими и партийными работниками, в Занино-Починках издевательствам подверглись семьи коммунистов: им мазали языки дёгтем. 2 ноября 1918 г. солдатским собранием Занинской волости было создано управление, первым постановлением которого было мобилизовать всех 20—35-летних и создать из них партизанский отряд для борьбы с советской властью. Было предписано задерживать всех сочувствующих коммунистам. Разрешалась свободная торговля. По сёлам был разослан приказ, предписывавший немедленно отобрать у бывших комбедов документы и передать их новой власти. Однако это крестьянское выступление было довольно быстро подавлено частями Красной Армии.
В 1932—1933 гг. в селе Занино-Починки была проведена коллективизация индивидуальных крестьянских хозяйств и создан образован колхоз «Пробуждение». В 1950-е гг. Троицкий храм в селе Занино-Починки был закрыт, а позднее полностью разрушен (существующая ныне в селе Занино-Починки церковь обустроена в здании бывшего пункта приёма молока в 1992 г.).
В 1960 г. в состав колхоза «Пробуждение» вошли несколько мелких колхозов близлежащих деревень, его председателем была избрана Нина Яковлевна Майорова. В 1970 г., в результате слияния колхозов «Пробуждение» и «Борец», был образован совхоз «Пробуждение». В июле 1991 г., на основании распоряжения Совета министров РСФСР, он был передан в ведение Министерства обороны, а в апреле 2009 г. приватизирован путём преобразования в открытое акционерное общество «Пробуждение».
На территории ОАО «Пробуждение» расположены животноводческий комплекс на 400 голов КРС, оборудованный молокопроводом, 3 телятника (на 500 голов), база для хранения грубых кормов, зерновой склад на 250 тонн, 2 ангара для хранения зерна, зерноток, склад ядохимикатов, склад ГСМ, молокоприёмный пункт охлаждения молока, мехмастерская, кормодробилка фуражного зерна, оборудованное картофелехранилище, административное здание.
Направление хозяйства по животноводству — мясо-молочное, по растениеводству — картофелеводческое. Общая площадь земель 10360 га, в том числе сельскохозяйственные угодий 5362 га, из них пашни — 2568 га. Всего посевных угодий 2018 га, в том числе под зерновые культуры 2018 га, под картофель 217 га, кормовые культуры 771 га. Значительная часть площади занята лесом — 4538 га, что составляет 44 % от общей площади. Урожайность зерновых культур в целом составила к 2009 24,1 ц/га, урожайность картофеля — 317 ц/га. По состоянию на 2010 в хозяйстве насчитывалось 986 голов крупного рогатого скота.

## Экономика
По данным на 2015/2016 г. селе Занино-Починки Шиловского района Рязанской области расположено:
1. ОАО «Пробуждение», агропромышленное предприятие.

Реализацию товаров и услуг осуществляют 1 павильон и несколько магазинов.

## Социальная инфраструктура
В селе Занино-Починки Шиловского района Рязанской области имеются отделение почтовой связи, врачебная амбулатория, Занино-Починковская средняя общеобразовательная школа, клуб и библиотека.

## Транспорт
Основные грузо- и пассажироперевозки осуществляются автомобильным транспортом: село имеет выезд на автомобильную дорогу регионального значения Р125: «Ряжск — Касимов — Нижний Новгород». К юго-востоку от села, на расстоянии менее 1 км, находится остановочный пункт «Починки» железнодорожной линии «Шилово — Касимов» Московской железной дороги.

## Достопримечательности
- Храм Святой Живоначальной Троицы — Троицкая церковь. Обустроен в 1992 г. в здании бывшего пункта приёма молока.

## Уроженцы
В 1916 году в селе родилась советский художник, Заслуженный художник Российской Федерации Людмила Климентовская.